# Agrostis serranoi
Agrostis serranoi är en gräsart som beskrevs av Rodolfo Amando Philippi. Agrostis serranoi ingår i släktet ven, och familjen gräs. Inga underarter finns listade i Catalogue of Life.